# Abhandlungen der Preussischen Akademie der Wissenschaften. Physikalisch-mathematische Klasse
Abhandlungen der Preussischen Akademie der Wissenschaften. Physikalisch-mathematische Klasse (abreviado Abh. Preuss. Akad. Wiss., Phys.-Math. Kl.) fue una revista con ilustraciones y descripciones botánicas editada en Berlín. Se publicó durante los años 1918-1939. Fue precedida por Abhandlungen der Königlish Preussischen Akademie der Wissenschaften. Physikalisch-mathematische Classe y reemplazada por Abhandlungen der Preussischen Akademie der Wissenschaften. Mathematisch-naturwissenschaftliche Klasse.